# Takao Hayato
Takao Hayato (jap. 早戸 敬雄, Hayato Takao; * um 1955) ist ein japanischer Badmintonspieler. 

## Karriere
Takao Hayato wurde 1991 nationaler Meister in Japan, wobei er im Mixed mit Michiyo Tashiro erfolgreich war. Bei derselben Veranstaltung gewann er auch Bronze im Herrendoppel. Ein Jahr später wurde er erneut Dritter im Doppel, 1993 gewann er Silber im Mixed mit Miyuki Nishida. International war er unter anderem bei den Japan Open 1991, 1992, 1993 und 1994 am Start.